# 笹木竹丸
笹木 竹丸（ささき たけまる、5月23日 - ）は、日本の少女ギャグ漫画家。栃木県出身。
1992年、『ネコリスちゃん』（「マスコットちゃお」初秋増刊号、小学館）でデビュー。
代表作は、『ヘリタコぷーちゃん』。この作品は『アニメ週刊DX!みいファぷー』で、『ふしぎ魔法ファンファンファーマシィー』『こっちむいて!みい子』とともにアニメ化された。
絵はキャラの表情がよく変わり、線が太く、スクリーントーンが少ないのが特徴。
漫画家デビュー前は「サンエックス株式会社（San-X）」のキャラクター文具の製作スタッフであり、『エスパークス』制作スタッフ内でのニックネームはムリちゃん、ゲームの作成が得意分野だった。

## 作品一覧
- エスパークス Episode-1:エスパークスの大冒険（原作・プランナー、漫画家としてのデビュー前）
- エスパークス Episode-2:Dr.ガリポリの復讐（原作・プランナー、漫画家としてのデビュー前）
- ネコリスちゃん
- ヘリタコぷーちゃん
- Go→Go→マンボ→
- ガオガオかむかむ
- バブっとネコてん
- つん＆ポー
- かぶるん。
- イタコちゃん
- ドキドキ☆ズキンズ
- グレグレ
- まっしろま
- ニョッキン
- もんもん
- はっちん
- ピンチくん
- 素ママもママもママのうち
- おかーぼん
- 擬人化ジンカ
- ネコ天
- 純情妄想突撃恋

## 刊行作品
- ヘリタコぷーちゃん（全2巻）
- ガオガオかむかむ
- 素ママもママもママのうち

## その他
- きえちゃう!!キャンディー（パッケージイラスト）